# Szíriai barnamedve
A szíriai barna medve (Ursus arctos syriacus) a barnamedve egy viszonylag kistestű alfaja, mely a Közel-Keleten őshonos.

## Tudnivalók

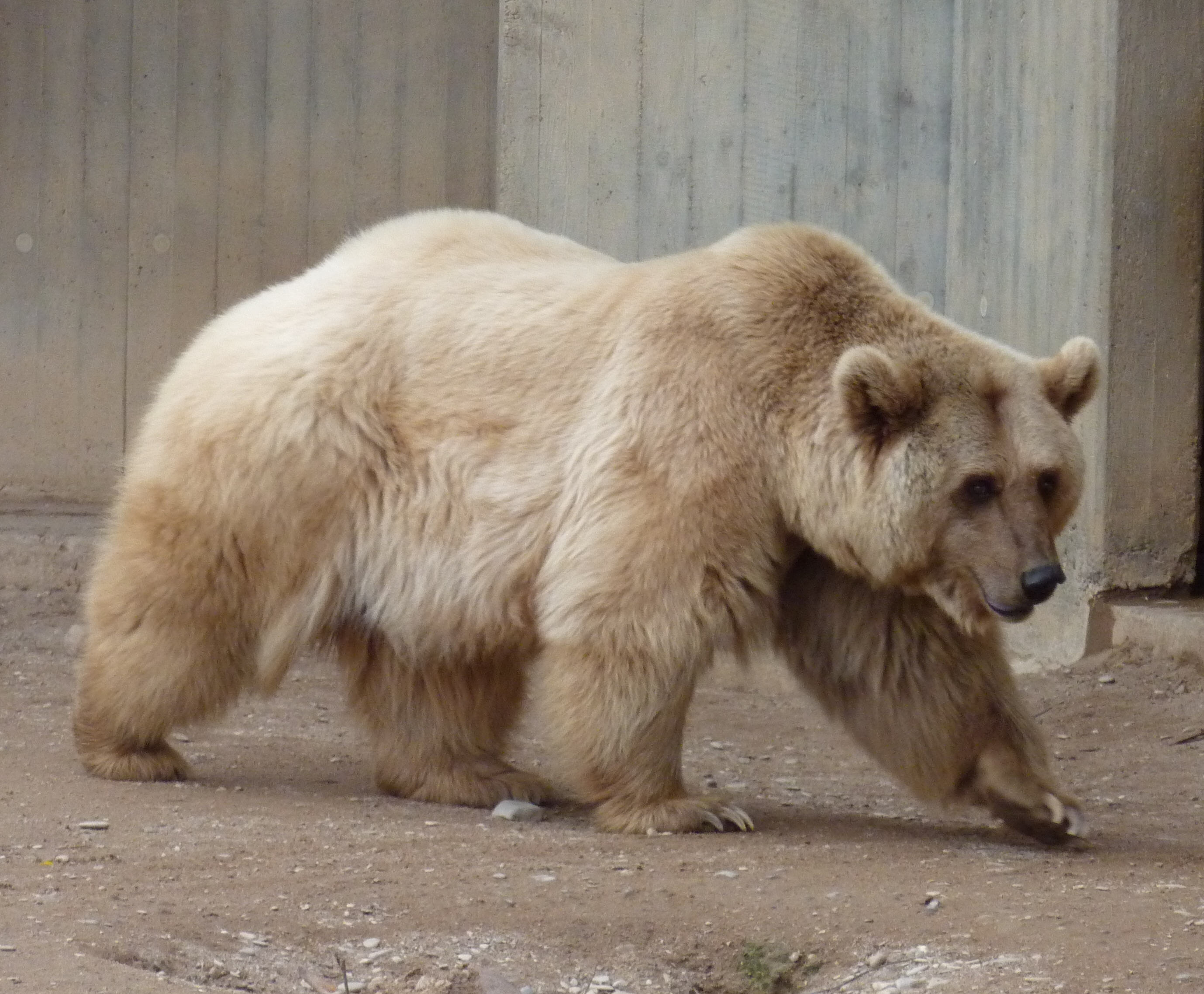

A szíriai barna medve bundája általában nagyon világosbarna és szalmaszínű. A marszőrzete hosszabb, szürkésbarna színű és gyakran eltérő színezetű, mint a testének többi része; egyes példányoknak a háton átfutó sötét csíkja van. A világosabb színek általában a nagyobb magasságokban lelhetők fel. Lábai sötétebbek, mint a testfelülete. Ez az egyetlen ismert medve a világon, melynek karmai fehérek. A barnamedvék közül elég kistermetűnek számít. A felnőtt hímek koponyája 30–40 cm hosszú. A szíriai barna medve súlya 250 kg, az orrától a farkáig pedig 100–140 cm hosszú.
A Kaukázus barna medve populációjáról sokáig azt hitték, hogy a szíriai barna medve alfajhoz tartoznak és átfedik az európai barnamedve elterjedését. Nagyobbak és sötétebbek, mint délebbi társaik. A tudomány régebbi álláspontja szerint a kaukázusi medvék az szíriai-és európai alfajok hibrid populációját alkotják, de a genetikai vizsgálatok ezt megcáfolták, mivel arra az eredményre jutottak, hogy valamennyi Kaukázusban élő barna medve az európai alfajhoz tartozik. Sokáig úgy gondolták, hogy a Kaukázus medvéi a szíriai barna medvék egy délről betelepült populációinak és az északi európai medvék keveredéseként jöttek létre. Napjainkban ezen elmélet megdőlt.
A többi barna medvéhez hasonlóan mindenevő, gyakorlatilag mindent elfogyaszt: többek közt húst, füvet, gyümölcsöt. Az alom 1-3 bocsból áll.

## Elterjedése

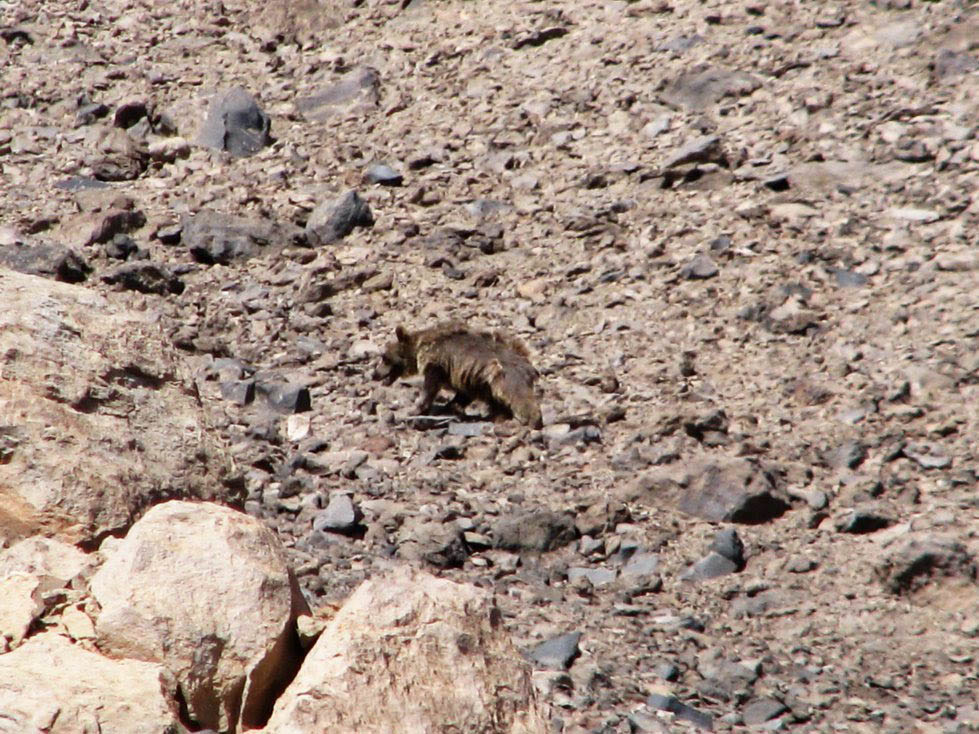
Egy medve az Iránban található Lar Nemzeti Parkból

Eredetileg a szíriai barna medve a Közel-Keleten előfordult Törökországtól Türkmenisztánig. Napjainkra Jordániából, Izraelből és Palesztinából kipusztult, utolsó állományai Törökország, Irán és Irak területén találhatóak meg. Szíriában ötven év után először 2004-ben észlelték, ahol medvenyomokat találtak az Antilibanon-hegységben. 2011-ben újra medvelábnyomokat találtak ugyanezen helyszínen.
Törökországban legfontosabb élőhelyei a mediterrán erdők, lombhullató-és tűlevelű erdők a Fekete-tengeri régióban és az ország északkeleti részén, a tölgyesek és fenyvesek a Fekete-tenger hátországában és Kelet-Anatólia száraz erdeiben. Ezen élőhelyek tengerszint feletti 500-2700 méteres magasságában található meg. Iránban a Kaszpi-tótól délre fekvő Közép-Alborz védett területein és a Zagrosz-hegységben található meg. Ezen régiókban a magasabb tengerszint feletti magasságot és az északi helyzetet részesíti előnyben, ahol van vízkészlet is.

## Természetvédelmi helyzete
Az alfajt Törökországban az erdők nagy kiterjedtségű feldarabolódása, az élőhelyek tönkretétele és a bosszúból történő üldöztetés fenyegeti, ahol a méhkasokba és a jószágokba kárt tesz. A Fekete-tenger térségében a helyiek illegálisan vadásznak medvére, ráadásul a zsírjáért, mivel úgy hiszik, hogy az gyógyhatású. Előfordul, hogy a vaddisznóvadászatra használt vadászkutyák medvéket ölnek, valamint a gímszarvas, őz, farkas-és hiúz számára illegálisan felállított csapdák és mérgezett csalétkek áldozatául is eshet.
2018-ban egy alvó egyedet öltek meg az iraki erők az iraki-szír határmentén.

## Kultúrában

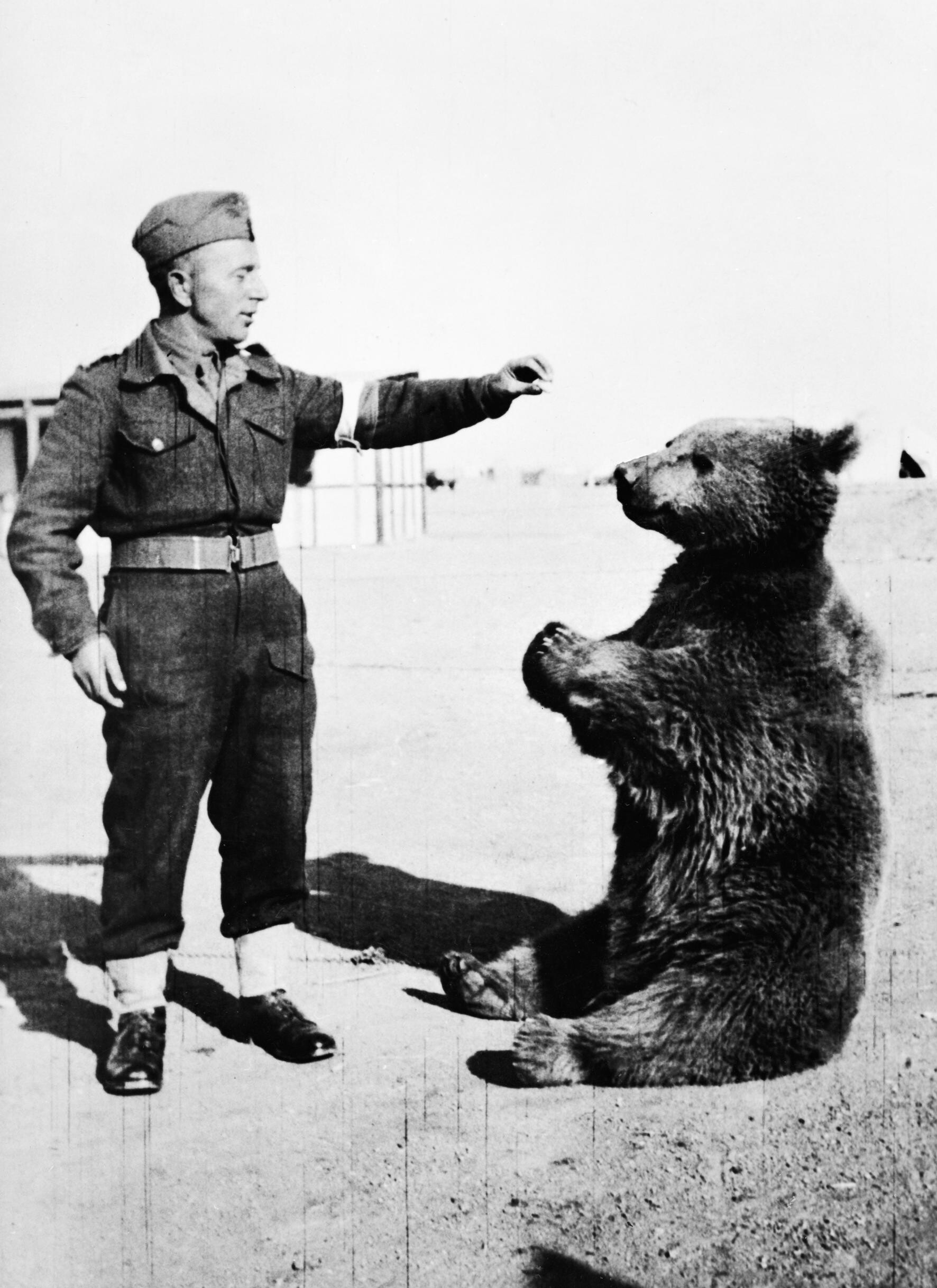
Egy lengyel katona Wojtek-kel

A szíriai barnamedvét simán csak "medve" néven említi a Biblia. Az anyamedve kölykeit védelmező viselkedését közmondásszerűen háromszor (2 Sám. 17: 8; Péld. 17:12; Hós. 13: 8) említi a héber Biblia. Az alfaj a királyok második könyvének 2:23-25. fejezetébe szerepel, amikben Elizeus prófétát 42 gyerek csúfolja a kopaszsága miatt.
Wojtek (1942–1963) egy szíriai barnamedve volt. A második világháború alatt az Iránban állomásozó lengyel katonák vették meg, akiknek a kabalaállata lett. A katonai táborban való jelenlétének igazolására kezdetben közlegényi rangot kapott, majd tizedessé léptették elő és segített a katonáknak az ágyuk betöltésébe. A háború után Wojtek az Edinburgh -i állatkertbe került, ahol népszerű és közkedvelt látványosság volt. Katonai szolgálatára Skóciában és Lengyelországban is megemlékeznek.

## Fordítás
- Ez a szócikk részben vagy egészben  a   Syrian Brown Bear című angol Wikipédia-szócikk fordításán alapul.  Az eredeti cikk szerkesztőit annak laptörténete sorolja fel. Ez a jelzés csupán a megfogalmazás eredetét és a szerzői jogokat jelzi, nem szolgál a cikkben szereplő információk forrásmegjelöléseként.